# Sten-Eric Holmer
Sten-Eric Holmer, född 16 oktober 1920 i Örebro, död 17 oktober 2014 i Örebro, var en svensk banktjänsteman, tecknare och illustratör.
Han var son till grosshandlaren Sten Holmer och Ester Löfgren och från 1952 gift med Kerstin Margareta Lundquist och var sedan 1962 gift med Liliana Africano fram till sin död. Holmer var vid sidan om sin tjänst vid ett bankkontor verksam som illustratör, bland annat medverkade han som tecknare i några av Örebros dagstidningar och i Söndagsnisse-Strix. Som illustratör illustrerade han några av Gustav Sandgrens barnböcker. Holmer är begravd på Almby kyrkogård.